# Leptagrostis
Leptagrostis és un gènere de plantes de la família de les poàcies, ordre de les poals, subclasse de les commelínides, classe de les liliòpsides, divisió dels magnoliofitins.

## Taxonomia
Leptagrostis schimperiana (Hochst.) C.E.Hubb.